# Bruck-Waasen
Pour les articles homonymes, voir Bruck.
Bruck-Waasen est une commune autrichienne du district de Grieskirchen en Haute-Autriche.